# NGC 7592
NGC 7592 est une galaxie lenticulaire située dans la constellation du Verseau. Sa vitesse par rapport au fond diffus cosmologique est de 6 965 ± 42 km/s, ce qui correspond à une distance de Hubble de 102,7 ± 7,2 Mpc (∼335 millions d'al). NGC 7592 a été découverte par l'astronome germano-britannique William Herschel en 1784. La majorité des sources consultées classifient NGC 7592 comme étant une galaxie lenticulaire. Cependant, l'image du relevé astronomique SDSS ou encore celle réalisée par le télescope spatial Hubble, nous montrent bien qu'il s'agit en réalité de deux galaxies observées durant un processus de fusion galactique. Selon un article publié en 2002, il s'agirait même de deux galaxies spirales.
NGC 7592 figure dans le catalogue de galaxies de Markarian sous la cote Mrk 928 (MK 928).

## Caractéristiques
Le système en interaction NGC 7592 est classé comme étant lumineux en infrarouge (LIRG). Sa luminosité dans l'infrarouge lointain (de 40 à 400 µm) est égale à 1,62 × 1011 {\displaystyle L_{\odot }} (1011,21{\displaystyle L_{\odot }}) et sa luminosité totale dans l'infrarouge (de 8 à 1 000 µm) est de 2,14 × 1011 {\displaystyle L_{\odot }} (1011,21{\displaystyle L_{\odot }}).
La galaxie orientale de la paire (NGC 7592A) abrite un noyau actif de type Seyfert 2, que l'on pense être alimenté par un flux de gaz provenant de la galaxie occidentale et passant à l'endroit où les deux galaxies sont en contact,. De plus, le noyau de Seyfert s'avère être entouré d'une région de formation d'étoiles en forme de disque ou d'anneau, d'un diamètre d'environ 1,5 kpc (∼4 890 al).
Les deux galaxies présentent un taux de formation stellaire élevé, mais qui apparaît non uniforme à l'échelle de la paire : la galaxie occidentale abrite une riche collection de régions de formation d'étoiles, réparties de manière irrégulière sur une vaste région d'environ 5 kpc (∼16 300 al) autour du noyau. Dans la galaxie orientale, ces régions sont restreintes près du noyau et à une portion d'un bras spiral. Une autre différence est également observée concernant la couleur entre les deux galaxies. On pense que ces différences pourraient être dues en partie à un phénomène d'extinction, mais aussi à la morphologie de chacune des deux galaxies.
Sur son site, la base de données NASA/IPAC indique que NGC 7592 est un triplet de galaxies (GTrpl). Ceci est probablement dû à une erreur d'identification avec NGC 7592C, qui correspond en réalité à un nœud brillant de régions HII isolées au Sud-Ouest de NGC 7592B, la galaxie occidentale, et non à une troisième galaxie plus petite et interagissant avec la paire primaire.

## Galerie

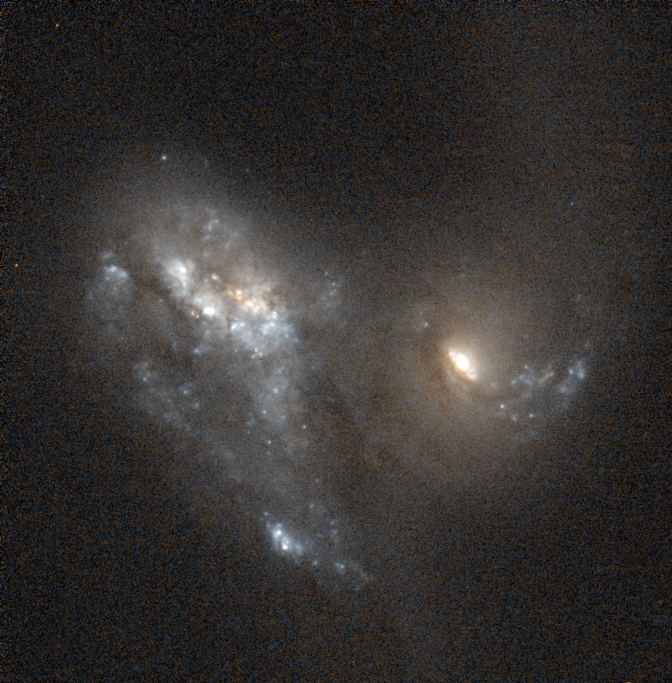
NGC 7592 imagée par le télescope spatial Hubble.
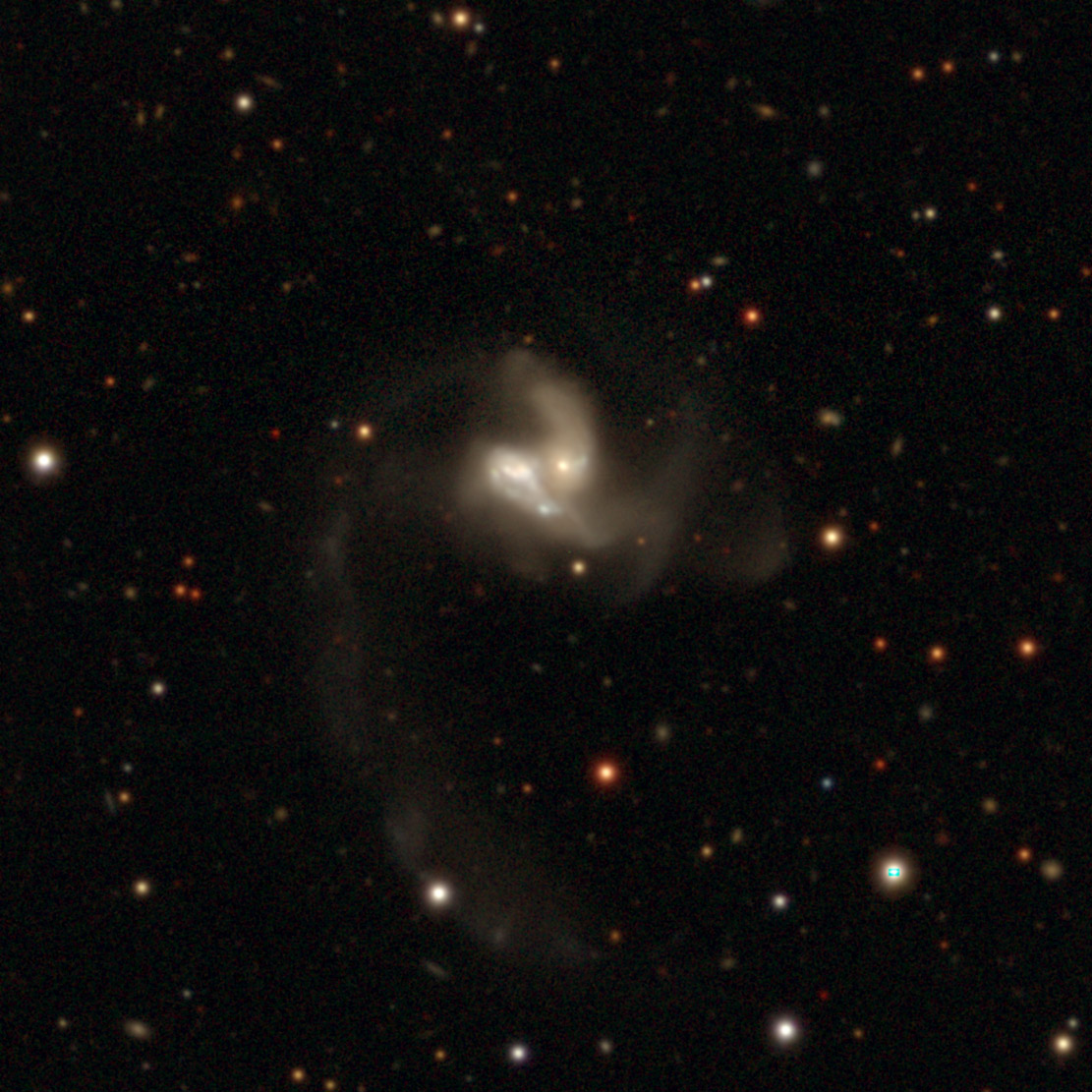
NGC 7592 imagée par le projet « Legacy Surveys DR10 »[9]. Cette image met bien en évidence la présence d'une longue queue de marée au Sud-Est de la paire.